# روزا ماي بيلينغهرست
روزا ماي بيلينغهيرست (وُلدت في 31 مايو عام 1875، وتوفيت في 29 يوليو عام 1953) كانت ناشطة بريطانية في حق تصويت المرأة وناشطة في حقوق المرأة. كانت تُعرف عمومًا «القعيدة المطالبة بحق الاقتراع» لأنها ناضلت بدراجة ثلاثية العجلات.

## حياتها المبكرة
ولدت في عام 1875 في لويشام، لندن وهي الثانية من بين تسعة أطفال من روزا آن (برينسميد) بيلينغهرست وهنري فارنكومب بيلينغهرست. جاءت والدتها من عائلة تصنع البيانو وكان والدها مصرفيًا.
عندما كانت طفلة نجت من شلل الأطفال الذي جعلها غير قادرة على المشي. كانت ترتدي أرجل حديدية وتستخدم إما عكازات أو دراجة ثلاثية العجلات معدلة. أصبحت ناشطة في العمل الاجتماعي في دار عمل غرينتش، ودرَّست في مدرسة الأحد، وانضمت إلى فرقة الأمل.

## سياسة
كانت عضوًا نشطًا في الرابطة النسائية الليبرالية (خمسة عشر منها انضمت معًا في عام 1887 لتصبح الاتحاد الليبرالي النسائي الذي نما في نهاية المطاف إلى 942 جمعية منتسبة) ولاحقًا -في عام 1907- أصبحت عضوًا في الاتحاد النسائي الاجتماعي والسياسي (دبليو إس بّي يو). شاركت في مسيرة (دبليو إس بّي يو) إلى رويال ألبيرت هول في يونيو 1908. ساعدت بيلينغهرست في تنظيم استجابة (دبليو إس بّي يو) في انتخابات هاغيرستون الفرعية في يوليو 1908، كان الاقتراع في اليوم الذي أطلق سراح أربعة وعشرين شخصًا لحق الاقتراع من سجن هولواي. وجاءوا حول المنطقة وهم يطوفون الأصوات من أجل إبعاد الليبراليين. في عام 1909، افترضت آني بارنز أنها مستخدم الكرسي المتحرك الذي شوهد وهو يشتت حصان الشرطة، الذي ضحك بينما بدت امرأة أخرى تخدع الفارس الذي سقط في حوض الحصان. كان راكب الكرسي المتحرك هو الشخص الذي قبض عليه وعومل بخشونة في سيارة شرطة منتظرة على جانب الطريق.
بعد ذلك بعامين، أسست فرع غرينيتش من (دبليو إس بّي يو). شاركت في مظاهرات الجمعة السوداء بصفتها سكرتيرة أولى. كانت قادرة على الحضور لأنها استخدمت عجلة ثلاثية العجلات. قبض عليها بعد أن انقلبت من العربة ثلاثية العجلات. علمت بيلينغهرست أنها كانت عاجزة عندما حدث هذا، لكنها كانت مستعدة تمامًا لأخذ الدعاية الإضافية لصالح قضية الاقتراع. ذات مرة استغلت الشرطة إعاقتها وتركتها في شارع جانبي بعد أن تركت إطاراتها تنخفض وجرفت الصمامات.
تمكنت بيلينغهرست من الاقتراب من مجلس العموم في مناسبة أخرى في عام 1911، عندما اعتقدت الشرطة أنه من الأفضل مهاجمة دراجة ثلاثية العجلات مع لافتة (أصوات للنساء) أثناء الاندفاع. يُعتقد أنها كانت إحدى المؤيدين لحق المرأة في الاقتراع الذين فروا من إحصاء عام 1911 ليلة الأحد 2 أبريل 1911 ردًا على دعوات من منظمات حقوق المرأة في الاقتراع للمقاطعة.
كانت بيلينغهرست تضع عكازاتها على جانبي دراجتها ثلاثية العجلات وتتحمل أي مقاومة. قبض عليها عدة مرات في السنوات القليلة اللاحقة.
من الواضح أن الناشطة في غلاسكو -جاني آلان- عملت بالشراكة مع بيلينغهرست خلال حملة تحطيم النوافذ في مارس 1912، حيث كانت بيلينغهرست تخفي على ما يبدو مخزونًا من الحجارة تحت السجادة التي غطت ركبتيها. كانت أول مهمة لبيلينغهرست في سجن هولواي هي تحطيم نافذة في شارع هنريتا خلال هذه الحملة، والتي حُكم عليها من أجلها بالأشغال الشاقة لمدة شهر. ارتبكت سلطات السجن فيما يتعلق بالحكم عليها بالأشغال الشاقة لمدة شهر ولم تعطها أي عمل إضافي. وصادقتها العديد من السجناء الآخرين، بما في ذلك الدكتورة أليس ستيوارت كير، قامت بتهريب رسالة إلى ابنة كير عند إطلاق سراح بيلينغهرست.

## عائلتها
في عام 1911، كانت مقيمة مع والديها في طريق أواخورست السابع، لويشم.
عاشت بيلينغهيرست في منزل الحديقة الخاص بممتلكاتها «مينيكوي»، سانبيري، ساري (ثم في ميدلسكس)، مع ابنتها بالتبني، «بيث». كتبت بيث منذ ذلك الحين كتابًا تصف علاقتها بأمها بالتبني. كان شقيقها هو الفنان ألفريد جون بيلينغهيرست، وعاشت معه بعد عام 1914.

## موتها
توفيت في 29 يوليو عام 1953 في مستشفى في تويكنهام، تاركة جسدها للعلم.

## الاعتراف بها بعد وفاتها
اسمها وصورتها (مع 58 امرأة أخرى من أنصار الاقتراع) على قاعدة تمثال ميليسنت فاوست في ساحة البرلمان، لندن، الذي وُضع في عام 2018.